# 姚世钰
姚世钰（1695年—1749年），字玉载，号薏田，清浙江归安人。
曾祖姚延著，順治十八年（1661年）以通海案辦事不力，被鳌拜等处死。姚世钰於康熙四十二年出生，少好学，為诸生，与弟姚汝金被稱為“双陆双丁”。学贯经史，以何焯为宗，精于考订，“以贫困授徒江都”，與金农、厉鹗等友好，乾隆二十二年客死扬州，马氏兄弟为其治丧。著有《孱守斋遗稿》四卷等。马氏兄弟收拾其遗文，並出資刻其遗著《莲花庄集》。